# Hudourniki (družina)
Hudourniki (znanstveno ime Apodidae) so družina ptic, ki jo uvrščamo v istoimenski red (Apodiformes), sestavlja pa jo 113 danes živečih vrst v 19 rodovih. Prilagojeni so na to, da večino življenja preživijo v zraku, in spominjajo na lastovke, vendar jim niso sorodni.

## Opis
So drobni ptiči z monotono sivo-rjavo operjenostjo, ki jo pri nekaterih vrstah popestrijo bele lise po trebušni strani ali trtici. Na izjemno spretnost v zraku nakazuje aerodinamična oblika telesa in sorazmerno zelo dolge, ostre peruti. Rep je po drugi strani običajno kratek, prav tako kot kljun, ki je rahlo navzdol zakrivljen, pri čemer lahko zelo široko odprejo usta. Zanje so značilne tudi zelo kratke noge, nekoč so celo mislili, da nog sploh nimajo, po čemer so dobili ime (iz grščine ποῦς pous - »stopalo« s predpono a- - »brez«). Najprej mali podkvasti hudournik in nato (navadni) hudournik sta svojčas veljala za najhitreje leteče živali v vodoravnem letu; za prvega so trdili, da doseže 47 m/s (skoraj 170 km/h), vendar ta podatek ni bil podprt z zanesljivimi meritvami, zato je za najhitrejšega po natančnem merjenju obveljal hudournik, ki med dvorjenjem razvije hitrost 31 m/s (več kot 110 km/h). Kasneje so izmerili skoraj pol višjo hitrost pri vrsti netopirja.
Prehranjujejo se skoraj izključno z žuželkami, ki jih lovijo v zraku. Nekatere vrste so tako prilagojene na leteč način življenja, da sploh niso sposobne vzleteti s tal zaradi kratkih in šibkih nog. Temu primerno večinoma gradijo gnezda na navpičnih površinah, kamor jih zalepijo z blatom ali slino, včasih pa celo zalepijo jajca na steno ali je gnezdo v celoti iz lepljive sline. Za zarod skrbita oba starša. Nekaj vrst se je prilagodilo na gnezdenje v jamah, vzporedno s čimer se jim je razvila celo oblika eholokacije. Ti predstavniki z glasilkami proizvajajo kratke zvočne klike, ki se odbijajo od sten in omogočajo zaznavanje ovir v temi. Pri tem uporabljajo nižje frekvence od netopirjev, zato je ločljivost slabša in verjetno ne morejo z njimi zaznavati plena.

## Habitat in razširjenost
Predstavnike hudournikom najdemo po vsem svetu v vseh možnih habitatih, razen najsušnejših predelov in skrajnega severa. To vključuje odročne oceanske otoke, kjer je pogost endemizem. Številne endemne vrste odročnih otokov ogroža uničevanje habitatov in vnos tujerodnih plenilcev, na katere niso prilagojene. Dodatno nekatere vrste ogroža nabiranje gnezd za hrano in zdravilne učinkovine.
V Sloveniji gnezdita hudournik in planinski hudournik, verjetna pa je tudi gnezditev bledega hudournika, ki ga občasno opazijo na Obali.

## Sistematika
Spadajo v red hudournikov, skupaj z najbližjimi sorodniki drevesnimi hudourniki in kolibriji, nekateri avtorji pa vse tri uvrščajo med ležetrudnike.
113 danes živečih znanih vrst združujemo v 19 rodov:
- Cypseloides (8 vrst)
- Streptoprocne (5 vrst)
- Hydrochous (ena vrsta – Hydrochous gigas)
- Collocalia (11 vrst)
- Aerodramus (28 vrst)
- Schoutedenapus (ena vrsta – Schoutedenapus myoptilus)
- Mearnsia (dve vrsti)
- Zoonavena (tri vrste)
- Telacanthura (dve vrsti)
- Rhaphidura (dve vrsti)
- Neafrapus (dve vrsti)
- Hirundapus (štiri vrste)
- Chaetura (11 vrst)
- Aeronautes (tri vrste)
- Tachornis (tri vrste)
- Panyptila (dve vrsti)
- Cypsiurus (tri vrste)
- Tachymarptis (dve vrsti)
- Apus (20 vrst)